# Союз белорусских писателей
Сою́з белору́сских писа́телей (СБП; бел. Саюз беларускіх пісьменнікаў) — творческая общественная организация Беларуси. К 2013 году насчитывает свыше 400 действительных членов. Входит в МСПС (Международное сообщество писательских союзов). 11 декабря 2011 года новым председателем союза был избран писатель, главный редактор журнала «Дзеяслоў» Борис Петрович. Заместителями стали Алесь Пашкевич и Эдуард Акулин.
Деятельность организации приостановлена в 2021 году в соответствии с решением Верховного суда РБ.

## История
СБП был создан в 1991 году на основе Союза писателей БССР. По состоянию на 2021 год насчитывал более 500 членов.

## Конфликты с властью
В 1997 году распоряжением президента Беларуси у СБП был изъят Дом литератора (собственность Литфонда, структуры СБП), а в 2006 году объединение было выселено из занимаемого помещения в упомянутом доме и лишено юридического адреса. В 2002 году у СБП были отобраны литературно-общественные периодические издания, учредителем которых он являлся, на их базе было создано государственное Республиканское издательское учреждение «Літаратура і Мастацтва», позднее государственное газетно-журнальное объединение «Звязда», а нелояльные редакторы и сотрудники были уволены.
СБП был втянут в процесс в Верховном Суде Беларуси по иску Министерства юстиции РБ, направленный на ликвидацию писательской организации. Союз белорусских писателей устоял, судебное дело было выиграно, что дало право организации действовать легально.
Однако с начала 2010 года на членов СБП было организовано массовое давление с целью выхода их из объединения. Поскольку большинство из них работали в государственных учреждениях, руководство учреждений предлагало им либо увольнение, либо выход из общественной организации.
1 октября 2021 года Верховный суд Республики Беларусь удовлетворил иск Министерства юстиции о ликвидации СБП.

## Председатели
- 1990—1998 — Василий Зуёнок
- 1998—2001 — Владимир Некляев (фактически — до выезда из Беларуси в 1999 году)
- 2001—2002 — Ольга Ипатова (фактически — с момента выезда из Беларуси Владимира Некляева в 1999 году)
- 2002—2011 — Алесь Пашкевич
- с 2011 — Борис Петрович (Саченко)

## Члены
См. Категория:Члены Союза белорусских писателей

## Награды
- Почётная грамота Президиума Верховной Рады Автономной Республики Крым (1 июня 2000 года, Автономная Республика Крым, Украина) — за вклад в укрепление дружбы и сотрудничества между братскими славянскими народами, развитие национальной культуры[5].